# Gabi Bender
Gabriele „Gabi“ Bender (* 29. Juni 1978 in Berchtesgaden) ist eine frühere deutsche Rennrodlerin.
Gabi Bender betrieb Rennrodeln seit 1988. Die Athletin des WSV Königssee gehörte seit 1994 dem deutschen Nationalkader an. Sie gehörte zur erweiterten Weltspitze, stand jedoch meist im Schatten anderer deutscher Rodlerinnen. Die Europameisterschaft 2000 beendete sie als Fünfte. Bei den Rennrodel-Weltmeisterschaften 2000 in St. Moritz belegte sie erneut den fünften Platz und sicherte damit einen historischen fünffach-Triumph für Deutschland. Ein Jahr später wurde sie in Calgary Sechste. Bei der Europameisterschaft 2002 belegte Bender den achten Platz. Nachdem sie sich für die Weltcup-Saison 2004/05 nach der vorherigen Saison erneut als Fünfte der Qualifikation im starken deutschen Team nicht mehr für das Weltcup-Team qualifizieren konnte, beendete sie ihre Karriere.